# Knud Friis
Knud Friis (12. marts 1926 i Skanderup-Stilling – 25. november 2010) var en dansk modernistisk arkitekt, der er kendt gennem tegnestuen Friis & Moltke.
Knud Friis er søn af repræsentant Anton Friis og Petra Laurine Laursen og blev student fra Herning Gymnasium 1944. Under krigen var Knud Friis aktiv i modstandsbevægelsen, hvor han deltog i modtageaktioner. Efter afgang fra Kunstakademiets Arkitektskole 1950 dannede Friis 1954 sammen med Elmar Moltke Nielsen tegnestuen Friis & Moltke. Han havde mødt Moltke Nielsen på C.F. Møllers Tegnestue, hvor han arbejdede på projekterne Aarhus Universitet og Aarhus Katedralskole. Han var 1967-70 professor ved Arkitektskolen i Aarhus og havde 1979-89 tegnestue i USA. Han var gæsteprofessor ved Ball State University, Indiana, USA 1975, medlem af repræsentantskabet for Statens Kunstfond fra 1977 og formand for Dansk Arkitektur Center, Gl. Dok 1987-89. 
Friis har modtaget mange hædersbevisninger, herunder Træprisen 1959 (for enfamiliehuse), Eckersberg Medaillen 1967, Møbel- og Betonprisen 1972, Arkitekturprisen BDA, Bayern 1975, Dagbladet Børsens Diplom for erhvervsbygninger 1978, IF-prisen Gute Industrieform 1982 og C.F. Hansen Medaillen 1987. Han blev Honorary Fellow of the American Institute of Architects i 1983 og æresmedlem af Bund Deutscher Architekten 1992. 
Han har udstillet på Charlottenborg Forårsudstilling 1953, 1956-57, 1960, 1962-65, 1967-69, 1974, 1986-87, Charlottenborg Efterårsudstilling 1971, 1981, 1984, på Bo 55, Århushallen 1955, Å-udstillingen 1958, Huset i haven, Forum København 1959, Vrå-udstillingen 1964-93; Typehusudstilling Brabrand 1968, på Maleri, skulptur, arkitektur, Århus Rådhus 1968; Skandinavisk Møbelmesse, Bellacentret 1978 og 1980, Dansk arkitektur, University of Nairobi, Kenya, og i Karlsruhe, Tyskland 1983.
Han blev gift 27. maj 1950 i Ringkøbing med Bodil Johanne Andersen (født 9. november 1924 samme sted), datter af apoteker Carl Octavius A. og Anna Kristine Laursen.

## Værker
- Eget hus, Højen 13 (1958, fredet)

Se i øvrigt Friis & Moltke